# Tatarbunary
Tatarbunary (tiếng Ukraina: Татарбунари) là một thành phố của Ukraina. Thành phố này thuộc tỉnh Odessa. Thành phố này có diện tích ? km2, dân số theo điều tra dân số năm 2001 là 10797 người.